# 若狭三方インターチェンジ
若狭三方インターチェンジ（わかさみかたインターチェンジ）は、福井県三方上中郡若狭町気山にある舞鶴若狭自動車道のインターチェンジである。
建設時の仮称は三方インターチェンジ（みかたインターチェンジ）であったが、地元自治体の若狭町は2011年12月、中日本高速道路（NEXCO中日本）から求められた際の名称案の意見として「若狭三方インターチェンジ」と回答することを決定し、2014年4月24日に正式名称とすることがNEXCO中日本から発表された。

## 道路
- E27 舞鶴若狭自動車道（13番）

## 接続する道路
- 国道27号

## 歴史
- 2014年（平成26年）7月20日 : 小浜IC - 敦賀JCT間開通に伴い供用開始。

## 料金所
- ブース数：4

### 入口
- ブース数：2
  - ETC専用：1
  - ETC・一般：1

### 出口
- ブース数：2
  - ETC専用：1
  - ETC・一般/精算機：1

## 周辺
- 三方五湖
- 三方五湖レインボーライン
- 若狭三方縄文博物館

## 隣
E27 舞鶴若狭自動車道
(12)若狭上中IC - (12-1)三方五湖PA/SIC -  (13)若狭三方IC - (14)若狭美浜IC